# Tour de Colombie 2003
Le Tour de Colombie 2003, qui se déroule du 16 au 30 juin 2003, est une épreuve cycliste remportée par le Colombien Libardo Niño. Cette course est composée d'un prologue et de quatorze étapes.

## Classement général
| Classement final | Classement final | Classement final | Classement final       | Classement final    |
|                  | Coureur          | Pays             | Équipe                 | Temps               |
| ---------------- | ---------------- | ---------------- | ---------------------- | ------------------- |
| 1er              | Libardo Niño     | Colombie         | Lotería de Boyacá      | en 56 h 14 min 59 s |
| 2e               | Félix Cárdenas   | Colombie         | 05-Orbitel A           | + 2 min 36 s        |
| 3e               | Álvaro Sierra    | Colombie         | Aguardiente Antioqueño | + 3 min 28 s        |
| modifier         |                  |                  |                        |                     |